# Сувенір (фільм 2019)
Сувенір (англ. The Souvenir) — англо-американський драматичний фільм 2019 року, знятий за власним сценарієм  режисеркою Джоанною Хогг, в якому знялися Хонор Свінтон Бірн, Том Берк і Тільда Свінтон. Фільм є напівавтобіографічним описом досвіду Хогга в кіношколі.

## Сюжет
Сором'язлива, але амбіційна студентка Джулі, що навчається на кінематографічному факультеті поступово починає знаходити себе у праці над своїми майбутніми фільмами. Одночасно з цим у неї розпочинається бурхливий роман із харизматичним, але приховуючим багато чого хлопцем Ентоні. Поступово Джулі починає все глибше і глибше занурюватися у стосунки з Ентоні, нехтуючи засторогами друзів та стубованістю матері Розалінди, які бачать що Джулі втрачає сама себе.  Джулі дізнається що саме приховує Ентоні, але продовжує з ним стосунки хоча вони починають руйнувати її життя і шлях до мрії створити свій власний фільм.
Фільм про особистий шлях, вибір молодої жінки, дорослішання та перше кохання.

## У ролях
- Хонор Свінтон Бірн - Джулі
- Том Берк - Ентоні
- Тільда Свінтон - Розалінда (мати Джулі)
- Річард Айоаде - Патрік
- Джаєган Аайе - Марлан
- Аріана Лабед — Гаранс
- Джек Макмаллен - Джек
- Ханна Ешбі Уорд - Трейсі
- Френкі Вільсон - Френкі
- Барбара Пірсон - мати Ентоні
- Джеймс Доддс - батько Ентоні

## Вихід фільму на екрани
Світова прем’єра відбулася на  35-му кінофестивалі "Санденс" 27 січня 2019 року. Незалежні кінокомпанії A24 и Curzon Artificial Eye викупили права на розповсюдження стрічки у США та Великій Британії відповідно. У США фільм вийшов у прокат 17 травня 2019 року, а у Великій Британії 30 серпня 2019 року.

## Критика
Після прем'єри фільм отримав визнання критиків. На сайті Rotten Tomatoes фільм має рейтинг схвалення 89% на основі 172 відгуку із середнім рейтингом 8,12 / 10. Повний консенсус критиків вебсайту говорить: "Створений режисером, який вміє керувати матеріалом, та зіркою, яка ідеально поєднується з своєю роллю," Сувенір "- це надзвичайно ефектна драма для повноліття". Щодо Metacritic, фільм має середньозважений бал 91 зі 100, на основі 45 критиків, що вказують на "загальне визнання".
Оглядач тижневик "Variety" Гай Лодж писав: "Надзвичайно добре показане спостереження за молодим творцем, натхненного та сповненого пристрастю, якого спустошують токсичні стосунки і, нарешті, знайшовшого в собі сили закінчити їх. Це відразу історія багатьох жінок про досягнення та перешкоди і конкретний творчий маніфест для однієї найвизначнішого письменника-режисера сучасного британського кіно ".
Sight & Sound назвав "Сувенір" найкращим фільмом 2019 року після опитування міжнародної групи зі 100 кінокритиків з усього світу.

## Нагороди та номінації
| Кінофестиваль / Кінопремія               | Рік  | Категорія                                                      | Номінант(и)                | Результат | Дж. |
| ---------------------------------------- | ---- | -------------------------------------------------------------- | -------------------------- | --------- | --- |
| Кінофестиваль незалежного кіно "Санденс" | 2019 | Найкращий драматичний фільм                                    | Джоанна Хогг               | Перемога  |     |
| Премія британського незалежного кіно     | 2019 | Найкращий британський незалежний фільм                         | Джоанна Хогг та Люк Шиллер | Номінація |     |
| Премія британського незалежного кіно     | 2019 | Найкращий режисер британського незалежного фільму              | Джоанна Хогг               | Номінація |     |
| Премія британського незалежного кіно     | 2019 | Найкращий сценарій                                             | Джоанна Хогг               | Номінація |     |
| Премія британського незалежного кіно     | 2019 | Найкращий актор британського незалежного фільму                | Том Берк                   | Номінація |     |
| Премія британського незалежного кіно     | 2019 | Найбільш багатообіцяючий дебют                                 | Хонор Свінтон Бірн         | Номінація |     |
| Премія британського незалежного кіно     | 2019 | Найкращий дизайн костюмів                                      | Грейс Снелл                | Номінація |     |
| Премія британського незалежного кіно     | 2019 | Найкращий монтаж                                               | Елле Ле Февр               | Номінація |     |
| Премія британського незалежного кіно     | 2019 | Найкращі декорації                                             | Стефан Колонж              | Номінація |     |
| Національна рада кінокритиків США        | 2020 | Найкращі десять незалежних фільмів                             | "Сувенір"                  | Перемога  |     |
| Премія Лондонського гуртка кінокритиків  | 2020 | Кращий фільм року                                              | "Сувенір"                  | Номінація |     |
| Премія Лондонського гуртка кінокритиків  | 2020 | Кращий сценарист                                               | Джоанна Хогг               | Номінація |     |
| Премія Лондонського гуртка кінокритиків  | 2020 | Краща чоловіча акторська робота року                           | Том Берк                   | Номінація |     |
| Премія Лондонського гуртка кінокритиків  | 2020 | Кращий актор британського або ірландського походження          | Том Берк                   | Номінація |     |
| Премія Лондонського гуртка кінокритиків  | 2020 | Приз Атенборо за кращий британський або ірландський фільм року | "Сувенір"                  | Перемога  |     |
| Премія Лондонського гуртка кінокритиків  | 2020 | Краща британська актриса року в ролі другого плану             | Тільда Свінтон             | Номінація |     |
| Премія Лондонського гуртка кінокритиків  | 2020 | Кращий британській або ірландський дебютант                    | Хонор Свінтон Бірн         | Перемога  |     |
| Незалежний дух                           | 2020 | Найкращий іноземний фільм                                      | Джоанна Хогг та Люк Шиллер | Номінація |     |

## Продовження фільму
У травні 2019 року було оголошено, що продюсери знімуть продовження фільму. Свою участь підтвердили Хонор Свінтон Бірн, Тільда Свінтон, Річард Айоадеі, а Роберт Паттінсон готовий приєднається до акторського складу. На жаль актор із-за великої зайнятості відмовивля від дйомок у стрічці. Студія A24 викупила права на прокат майбутньої стрічки. Зйомки ропочались у червні 2019 року.